# マリア・ブランコヴィチ (ボスニア王妃)
マリア・ブランコヴィチ (セルビア・クロアチア語: Mara Branković/Мара Бранковић; 1447年ごろ – 1500年ごろ)、前名イェレナ (Jelena/Јелена)は、最後のボスニア王妃。セルビア専制公ラザル・ブランコヴィチの長女で、父の死後の1459年、12歳の時にボスニア王子スティエパン・トマシェヴィチと結婚し、マリアと改名した。スティエパンは彼女との結婚を通してセルビア専制公の継承権を獲得し即位したが、数か月後にオスマン帝国の侵攻を受け、セルビア専制公国は滅亡した。マリアとスティエパンの夫婦はボスニアへ逃れ、1461年にスティエパンはボスニア王国を継承したが、ここも2年後にオスマン帝国に滅ぼされ、スティエパンは処刑された。マリアはオスマン軍の捕縛の手を逃れ、アドリア海沿岸に亡命した。ヴェネツィア領ダルマチアで数年を過ごし、ハンガリーにいたこともあった可能性がある。その後オスマン領ギリシアにいる叔母マラ・ブランコヴィチとカタリナ・ブランコヴィチ（カンタクゼネ）のもとに身を寄せた。その後コンスタンティノープルへ移り、メフメト2世やバヤズィト2世の庇護を受けた。カタリナやラグサ共和国、アトス山の修道院に対する訴訟や詐欺を繰り返し、修道僧たちから「悪女」と評された。

## 幼少期

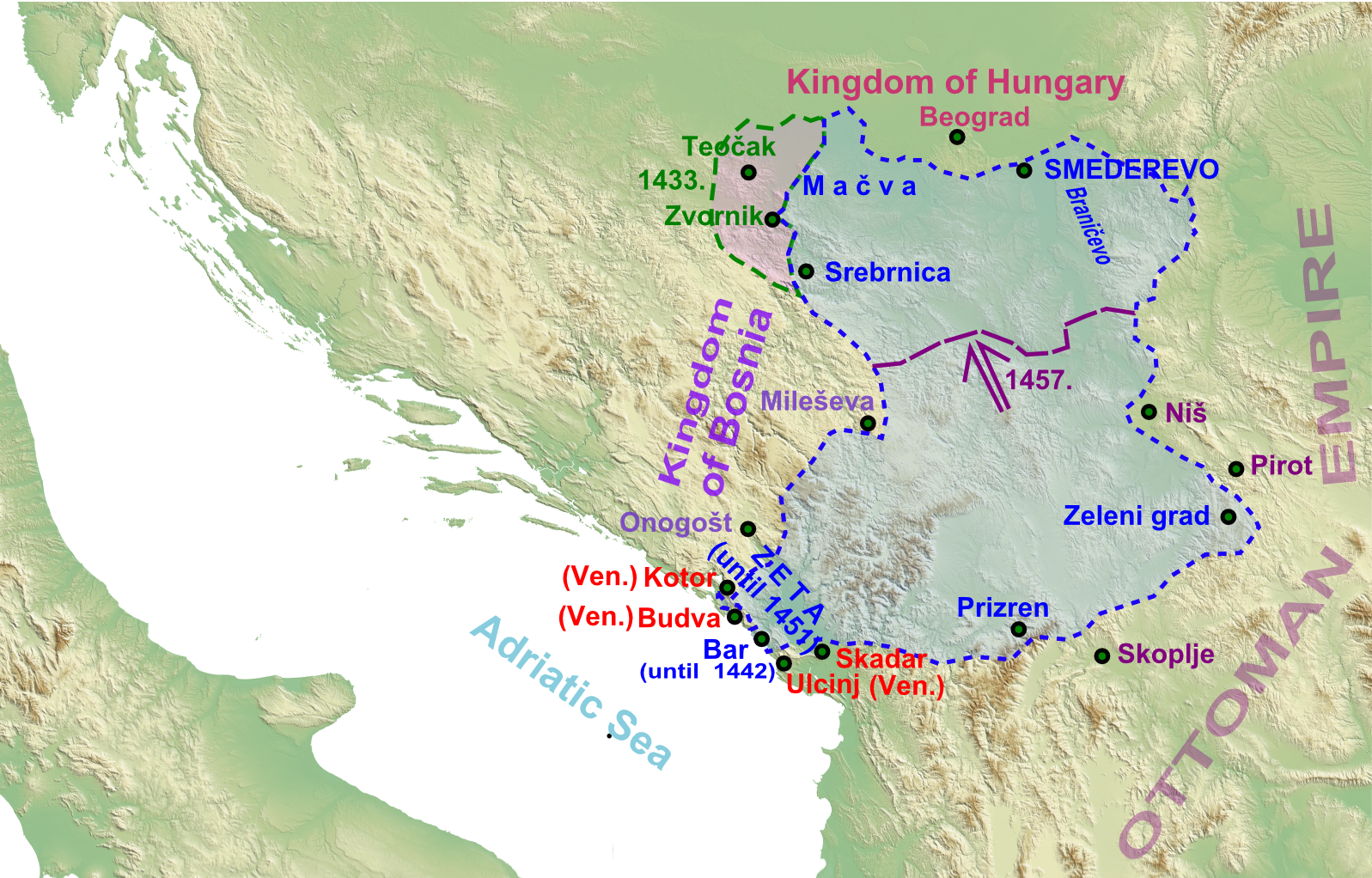
1450年代後半のセルビア専制公国の衰亡図

マリア・ブランコヴィチは、セルビア専制公ジュラジ・ブランコヴィチの息子ラザル・ブランコヴィチとモレアス専制公女エレニ・パレオロギナの間に、おそらく1447年に生まれ、イェレナと名付けられた。後にミリツァとイェリナという2人の妹が生まれた。
1456年12月24日、父ラザルがセルビア専制公を継いだが、1458年1月28日に死去した。政権を握った母エレニとラザルの弟スティエパン・ブランコヴィチは、長女イェレナをボスニア王トマシュの長男スティエパン・トマシェヴィチに嫁がせるべく、ボスニア王国と交渉を始めた。当時セルビア専制公国はオスマン帝国の侵略を受け、スメデレヴォ要塞周辺のわずかな土地しか残されていなかったため、ボスニアとの対オスマン同盟を強化しようという意図があった。1459年の受難週にスティエパン・トマシェヴィチがスメデレヴォに到着し、3月21日に要塞と専制公権を受け取った。彼とイェレナの婚礼は4月1日（復活祭後最初の日曜日 ）に執り行われた。イェレナは新郎に合わせてカトリックに改宗し、名をマリアに改めた。

## 結婚生活

### セルビア専制公妃として

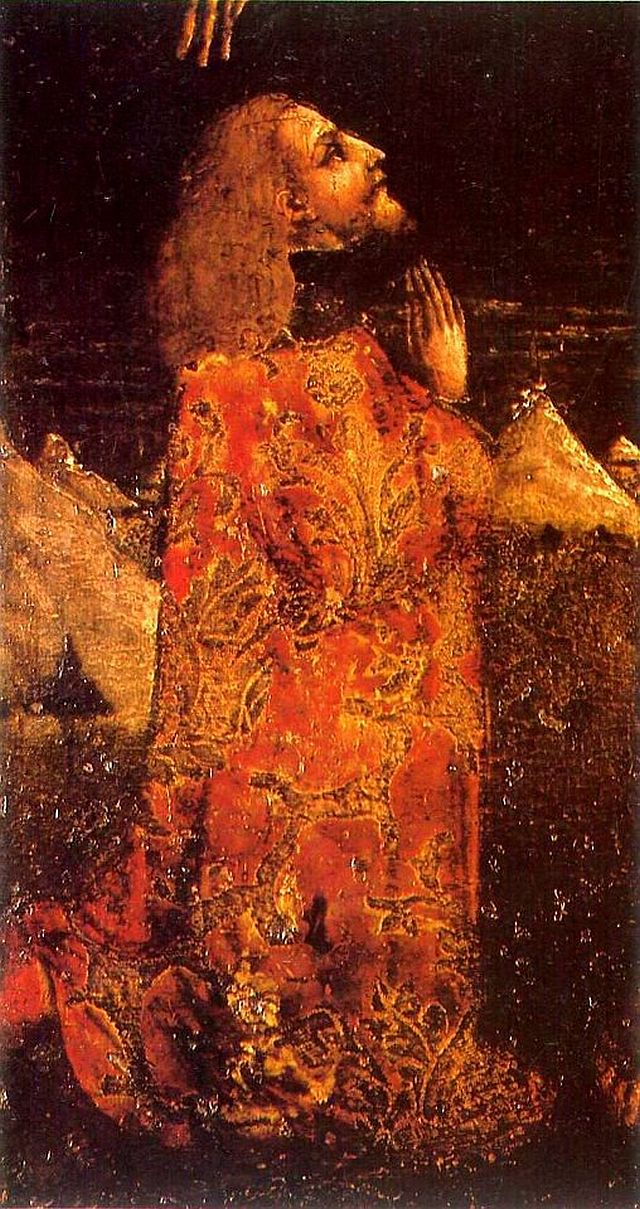
スティエパン・トマシェヴィチ

スティエパン・トマシェヴィチのセルビア統治は極めて短期間に終わった。オスマン帝国のスルターンのメフメト2世は、スティエパンの彼の即位にからむセルビアとボスニアの協定をオスマン帝国の宗主権の侵害とみなした。1459年6月20日、オスマン帝国は抵抗を受けることなくスメデレヴォを制圧し、残存していたセルビア領全土を併合した。スティエパンとマリアはボスニアへ逃れ、ヤイツェにあった父の宮廷に身を寄せた。この時、マリアはブランコヴィチ家の家宝であったルカの聖遺物を持参している。1461年夏にスティエパン・トマシュ王が死去すると、マリアの夫スティエパン・トマシェヴィチがボスニア王を継承することになった。マリアはボスニア王妃となり、前王の妃カタリナ・コサチャ＝コトロマニッチは王太后として宮廷から身を引いたと考えられている。

### ボスニア王妃として
しかしマリアのボスニア王妃としての生活も、長続きしなかった。1462年、スティエパン・トマシェヴィチがオスマン帝国への貢納を停止するという命取りになる決断を下し、オスマン帝国の侵攻を招いた。ボスニア王族は敵の追撃を逃れるため、めいめいに隣国のクロアチアやダルマチアなどに分散して逃げようとしたとみられる。王であるスティエパン・トマシェヴィチはマリアをルカの聖遺物と共にダルマチアへ送り出した後、オスマン軍に捕らえられ処刑された。結局生き残った王族は王妃マリアと王太后カテリナの2人だけで、彼女らは最終的にラグサ共和国に逃げ込んだ。16世紀の年代記者マヴロ・オルビニは、マリアがアドリア海沿岸へ逃れる途中にクロアチアのバンであるパヴァオ・シピランチッチに捕らえられたと書き記しているが、実際には当時パヴァオ自身がオスマン帝国の虜囚となっていたため、この話は不正確だと考えられている。

## 放浪
マリアはオスマン軍から逃れようと急ぐあまり、ルカの聖遺物を途中で置き忘れてしまっていた。フランシスコ会の修道士がこれを回収してラグサに向かったが、途中のポリィツェで、地元の貴族でマリアの友人でもあったイヴァニシ・ヴラトコヴィチが捕捉し、マリアの許可なしには通さないといって妨害した。ラグサ共和国当局は怒って、イヴァニシに聖遺物を修道士たちに返すよう要求した。7月9日、ラグサ当局は布告を出してマリアにラグサ領の島の一つに逃げ込むことを認めると同時に、彼女と交渉を始めた。おそらくは、彼女に聖遺物の売却を打診するものであった。ヴェネツィア共和国も、マリアの家宝である聖遺物に興味を示していた。しかし8月にマリアがきっぱりと拒絶したので、ヴェネツィアは聖遺物の真正性に疑義を呈するという行動に出た。最終的に、ヴェネツィアはイヴァニシを代理人としてマリアから聖遺物を購入することに成功した。後になってハンガリー王マーチャーシュ1世が聖遺物と引き換えに3、4都市を譲るという提案をしてきたことを知ったマリアは、聖遺物を手放したことを後悔し、8月下旬にイヴァニシに取り戻してくるよう求めたが、後の祭りだった。ただイヴァニシとマリアはヴェネツィアから返礼を受け、マリアはスプリト近くのベネディクト会のスティエパン・ポド・ボロヴィマ修道院に居を置くことを許された。
この修道院に滞在中、マリアのもとをボスニア人やハンガリー人の来客が訪れたが、これがヴェネツィア当局の疑念を呼んだ。間もなくヴェネツィア当局は、マリアに環境の悪い修道院からシベニクあるいはどこかしらの街に移るよう提案するようにスプリト市に指示した。これはマリアを永久にヴェネツィア領から遠ざけるためであった。義母やハンガリー王と異なり、16歳の元王妃マリアはダルマチアやラグサを転々とする間もボスニア王家の世襲権利を主張することを控えていた。

## オスマン帝国での余生

### 叔母たちのもとでの生活
ダルマチアを離れた後、おそらくしばらくハンガリーで過ごしたのち、マリアは最終的にオスマン帝国領ギリシアに落ち着いた。彼女はおそらく、セレス近くにあった父方の叔母マラ・ブランコヴィチ（メフメト2世の継母で強い影響力を持っていた）とカタリナ・ブランコヴィチの姉妹の領地に身を寄せた。しかし1476年、マリアとカタリナの間で衝突が起き、マリアがメフメト2世に訴えたことでカタリナが一時投獄される事態となった。おそらくこの影響で、マリアはオスマン帝国の首都コンスタンティノープルに移り、以降メフメト2世とその後継者バヤズィト2世の庇護を受けて暮らした。彼女は「最も近い親族たちを中傷し陰謀をたくらみ続け」、自らの利益となるとみれば手当たり次第に人を告訴するという余生を送った。

### 訴訟・詐欺
1484年10月、マリアは大宰相に接近し、父方の祖父がラグサ共和国に預けた金のうち父に返還されなかった三分の一を返金するよう取り計らうようにスルターンに求めた。バヤズィト2世はラグサに使者を送り預金を受け取りに行かせたが、ラグサ側はすでにマリアの父ラザルに返金済みであると返書した。しかしマリアは、証文にあった父の印の真正性に疑義を呈して争う姿勢を崩さず、バヤズィト2世もこれを支持した。結局ラグサがバヤズィト2世の要求に従ったか否かは定かでないが、実際にはマリアの父や叔父の書簡から、彼女の主張を否定できる証拠が数多く見つかっている。
マラが1487年、カタリナが1490年に死去すると、マリアはシャリーアに基づき彼女たちの遺産を相続した。さらに彼女は、マラがアトス山のメギスティス・ラヴラ修道院に遺贈した数々のイコンをも要求した。女子禁制のアトス山にマリア自らが入ることはできないため、この問題にもバヤズィト2世が介入し、1492年にマリアは目的のイコンを手に入れた。その後まもなく、マリアはクシロポタモウ修道院の僧たちがかつてカタリナの金を盗んだと主張してイスラム法廷に告訴したが、それを証明することはできなかった。
1495年ごろ、マリアはストンスキ・トリブトをめぐり、またもラグサに対する訴訟を起こした。ストンスキ・トリブトとはかつてラグサ共和国がステファン・ウロシュ4世ドゥシャン以降のセルビアの君主に支払っていた貢納金を受ける権利のことで、後にはエルサレムの聖大天使ミカエル・ガブリエル修道院に収められるようになっていた。この修道院が閉鎖されたのち、マラがセルビア王家の生き残りとしてこれを受け取るようになり、マラの死後はカタリナが管理していた。マリアは自身が叔母たちの正統な継承者であるとしてストンスキ・トリブトの引継ぎを主張したが、アトス山のヒランダル修道院やアギウ・パヴル修道院は、マリアの叔母の遺言は正式なものではないとして抵抗した。修道僧たちから率直に「悪女」と評されたマリアは1500年ごろに死去し、結局ヒランダル修道院とアギウ・パヴル修道院がストンスキ・トリブトを確保した。マリアはチョルルで死去したとされ、地元の教会に母方の叔父マヌエル・パレオロゴスと並んで埋葬されたと考えられている。
マリアが起こした数々の法廷闘争や明白な詐欺を、なぜスルターンたちが強力に支持し続けたのかは分かっていない。彼女の親戚でありマラらのもとにも短期間身を寄せブランコヴィチ家と緊密な関係を持っていた歴史家テオドロス・スパンドネスは、マリアが強力な立場を持っていた理由について、彼女がスィパーヒーの一人と結婚していた（子供はいなかった）、というのもボスニアでトルコ人に捕らえられ、無理やり結婚させられた、などとする物語を記しているが、これは明らかに誤りである。